# Busewo
Busewo  (niem. Bussewo, später Buß) – osada w Polsce położona w województwie kujawsko-pomorskim, w powiecie mogileńskim, w gminie Strzelno.

## Podział administracyjny
W latach 1975–1998 miejscowość administracyjnie należała do województwa bydgoskiego.

## Historia
Busewo to niewielka osada w która podlega sołectwu Żegotki. Nazwa miejscowości pochodzi od nazwiska jej dawnych właścicieli - rodziny Busse, którzy byli również właścicielami pobliskich Żegotek. W miejscowości od czerwca 1942 roku do września - października 1943 roku funkcjonował Judenlager Wiesengrund - Obóz Pracy Przymusowej dla Żydów w Żegotkach - Busewie. Osadzonych w nim było początkowo 23 Żydów, którzy byli zatrudnieni przy pracach melioracyjnych w okolicy. Komendantem tego obozu był Otto Meschkat.Obecnie w miejscowości znajduje się stacja paliw Orlen, restauracja przy drodze krajowej nr. 15/25, oraz waga inspekcji transportu drogowego.